# Spaans basketbalteam (vrouwen)
Het Spaans nationaal basketbalteam is een team van basketballers dat Spanje vertegenwoordigt in internationale wedstrijden. De Federación Española de Baloncesto (FEB) is verantwoordelijk voor het team, dat in 1963 lid werd van FIBA Europe. Spanje heeft zich negentien keer kunnen kwalificeren voor Eurobasket vrouwen, zes keer voor het WK Basketbal en viermaal voor de Olympische Spelen.

## Spanje tijdens internationale toernooien

### Eurobasket
- Eurobasket vrouwen 1974: 12e
- Eurobasket vrouwen 1976: 10e
- Eurobasket vrouwen 1978: 11e
- Eurobasket vrouwen 1980: 10e
- Eurobasket vrouwen 1983: 11e
- Eurobasket vrouwen 1985: 10e
- Eurobasket vrouwen 1987: 6e
- Eurobasket vrouwen 1993:
- Eurobasket vrouwen 1997: 5e
- Eurobasket vrouwen 2001:
- Eurobasket vrouwen 2003:
- Eurobasket vrouwen 2005:
- Eurobasket vrouwen 2007:
- Eurobasket vrouwen 2009:
- Eurobasket vrouwen 2011: 9e
- Eurobasket vrouwen 2013:
- Eurobasket vrouwen 2015:
- Eurobasket vrouwen 2017:
- Eurobasket vrouwen 2019:
- Eurobasket vrouwen 2023:

### Wereldkampioenschap basketbal
- Wereldkampioenschap basketbal vrouwen 1998: 5e
- Wereldkampioenschap basketbal vrouwen 2002: 5e
- Wereldkampioenschap basketbal vrouwen 2006: 8e
- Wereldkampioenschap basketbal vrouwen 2010:
- Wereldkampioenschap basketbal vrouwen 2014:
- Wereldkampioenschap basketbal vrouwen 2018:

### Olympische Spelen
- Olympische Spelen 1992: 5e
- Olympische Spelen 2004: 6e
- Olympische Spelen 2008: 5e
- Olympische Spelen 2016: